# Jaime Garza
Jaime Francisco Garza Alardín (Monterrey, Nuevo León, 28 de enero de 1954-Ciudad de México, 14 de mayo de 2021) fue un actor y escritor mexicano.

## Biografía
Jaime Garza fue hijo del escritor, poeta y locutor Ramiro Garza y la poeta Carmen Alardín. Fue hermano de la actriz Ana Silvia Garza y tío de la actriz y cantante Mariana Garza. Estudió actuación en el Centro Universitario de Teatro de la Universidad Nacional Autónoma de México (UNAM). Se inició como actor en la televisión en 1973, en el programa infantil Plaza Sésamo.
Su primera telenovela fue Pacto de amor en 1977. También destacó como escritor. Además, hizo grabaciones de poemas y meditación.[cita requerida]
Fue estudiante fundador del Centro Universitario de Teatro (CUT) de la UNAM.

### Vida personal
Fue novio de la actriz Viridiana Alatriste, quien falleció en un accidente vial en la Ciudad de México el 25 de octubre de 1982.[cita requerida]
Tuvo tres matrimonios: con Alma Delfina, Rosita Pelayo y Natalia Toledo Paz. Estás últimas mujeres le solicitaron el divorcio por los problemas de alcoholismo que tenía el actor. No tuvo hijos. 
En 2014, sufrió un accidente en una moto y se le tuvo que amputar una de sus piernas.

## Muerte
Hace algunos años había sufrido la amputación de una de sus piernas por complicaciones circulatorias asociadas a la enfermedad diabética. Falleció el 14 de mayo de 2021 en su casa de la Ciudad de México, a la edad de 67 años, por complicaciones derivadas de la diabetes.[cita requerida]

## Filmografía

### Cine
- Como Dios manda (2003) ... Señor Fergus
- Reto a la vida (1988)... Pepe Muñoz
- Contrabando y muerte (1986)
- Playa prohibida (1985)... Andrés
- Naná (1985)[7]
- Noche de carnaval (1984)
- Los dos carnales (1983)
- Missing (1982)
- Navajeros (1980)
- Johnny Chicano (1979)
- Canoa (1976)... Roberto
- Los camaroneros... Andrés

### Telenovelas
- 2017: El Bienamado... Apolo Tinoco
- 2010: Niña de mi corazón... Demetrio Bravo
- 2008-2009: Mañana es para siempre... Silvestre Tinoco
- 2007: Destilando amor... Román Quijano
- 2002-2003: ¡Vivan los niños!... Juan Sánchez / Joanina Dulcinea
- 2001-2002: Salomé... Hipólito Sánchez
- 2000-2001: Carita de ángel... Rutilo Pérez
- 1998: Gotita de amor... Detective Romo
- 1998: La usurpadora... Comandante Merino
- 1996: Morir dos veces... Terán
- 1996: Canción de amor... Ernesto
- 1994: El vuelo del águila... Ricardo Flores Magón
- 1992: La sonrisa del diablo... Víctor
- 1989-1990: Simplemente María... Víctor Carreño[8]
- 1989: El cristal empañado... Jacinto
- 1987: Rosa salvaje... Ernesto Rojas
- 1985: Vivir un poco... Tintoretto Ramírez
- 1984: Guadalupe... Francisco Javier Pereyra / Raúl Pereyra
- 1983: Bianca Vidal...  Mauricio
- 1982: Mañana es primavera
- 1980: Caminemos... Julio
- 1980: La madre... Pavel
- 1979: Añoranza... Alejandro
- 1978: La hora del silencio... El Millones
- 1977: Pacto de amor
- 1973: Mi rival

### Programas de televisión
- Cachún cachún ra ra! (1981)... El Pelos/Greñas
- Plaza Sésamo (1983)... Sebastián
- Mujer, casos de la vida real (2001)
- La rosa de Guadalupe (2016)... Papá Luchón

### Teatro
- Equus (1974), Teatro Manolo Fábregas, con Carlos Ancira y José Gálvez;
- Evita (1981), musical de Andrew Lloyd Webber, donde interpretó a Che;
- Hamlet (1985), de William Shakespeare (versión musical);
- Venga toda la gente (1983), teatro musical;
- The Rocky Horror Picture Show (1984);
- Noche de califas (1992), de Armando Ramírez.

## Premios y nominaciones

### Premios TVyNovelas
| Año  | Categoría         | Telenovela    | Resultado |
| ---- | ----------------- | ------------- | --------- |
| 1986 | Mejor actor joven | Vivir un poco | Nominado  |
| 1985 | Mejor actor joven | Guadalupe     | Nominado  |